# Восхождение на Килиманджаро

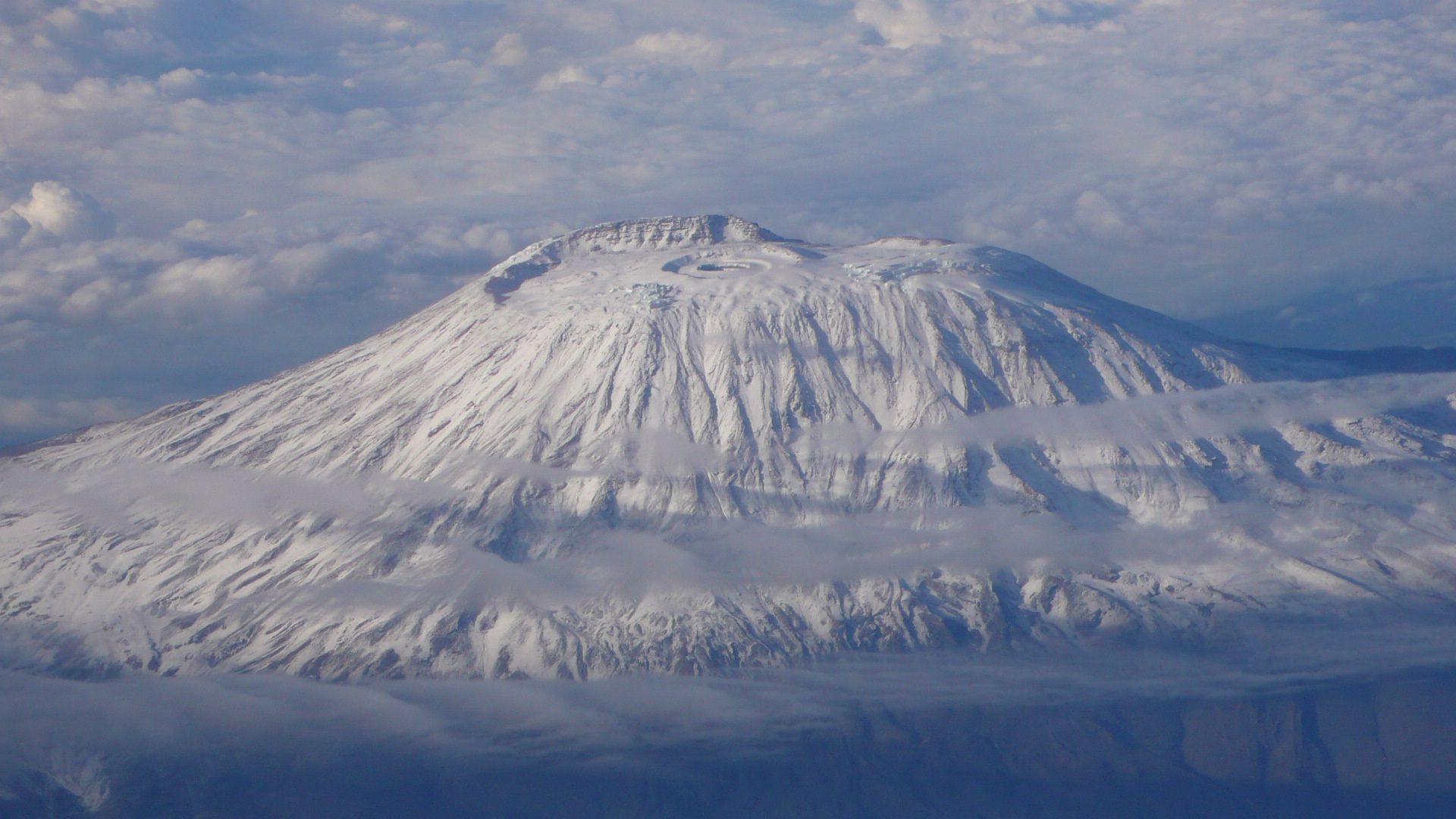
Вершина Килиманджаро

Со времени первого восхождения на Килиманджаро Ганса Мейера и Людвига Пуртшеллера в 1889 г., на Килиманджаро было проложено множество альпинистских маршрутов различной сложности. В 1932 г. строительством штурмового приюта Кибо Хат было ознаменовано открытие первого публичного маршрута для восхождения на высшую точку Африки через точку Гилмана и далее к вершине Ухуру пик 5895 м. После объявления Килиманджаро национальным парком в 1972 г. и открытия его для публики в 1977 г. для обеспечения безопасности восходителей и сохранения уникального экологического комплекса Килиманджаро администрацией национальных парков Танзании (TANAPA) был установлен строгий порядок организации восхождений.

## Маршруты восхождения

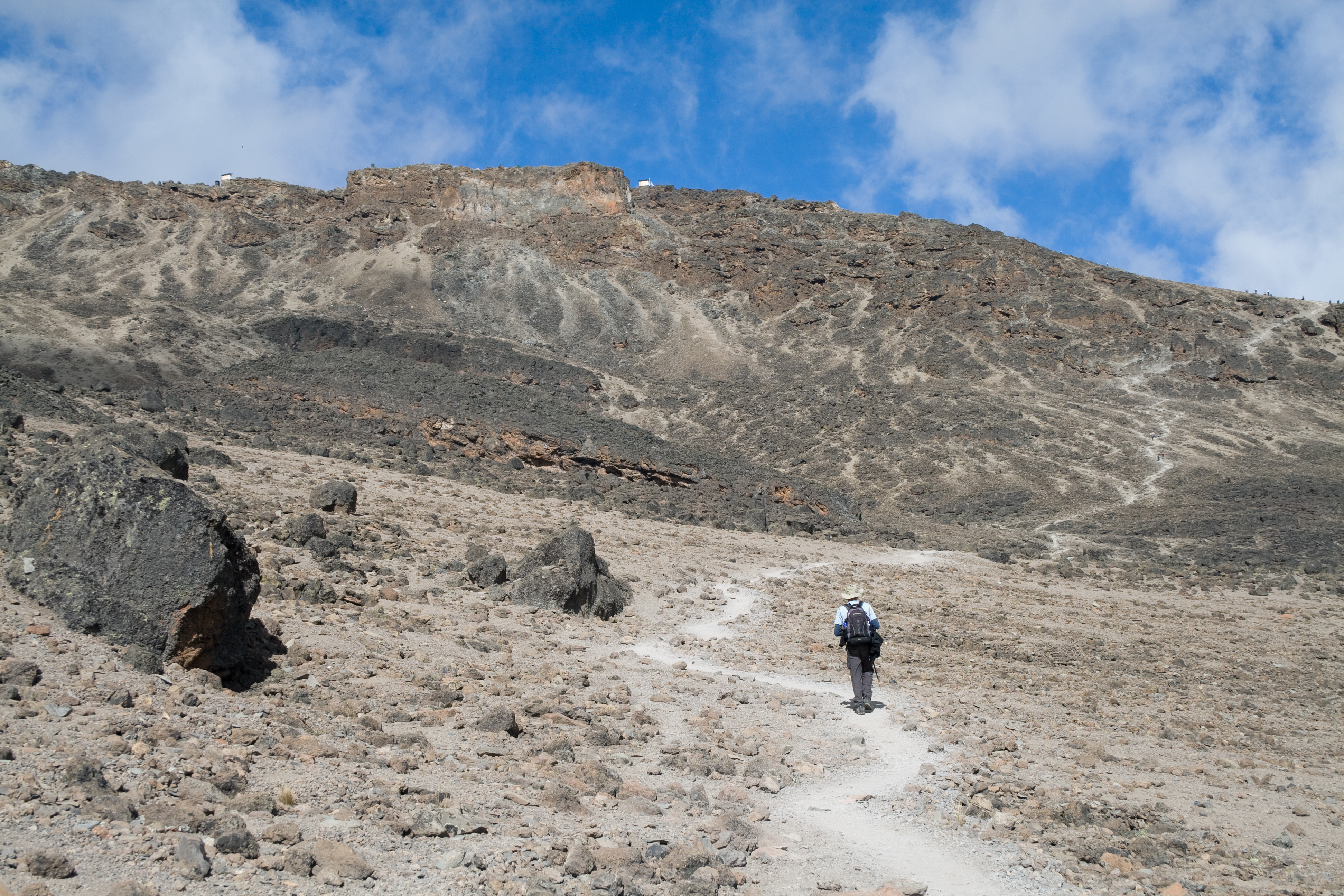
На пути к лагерю Барафу

Всего для восхождения на Килиманджаро существует 6 одобренных TANAPA стандартных маршрутов подъёма и один специальный маршрут для спуска.
Это два туристских: Марангу (единственный маршрут, оборудованный хижинами) и Мачаме (соответственно они же «Кока-кола» и «Виски» в фольклоре местных проводников и восходителей) и кемпинговые маршруты — Лемошо, Шира, Умбве и Ронгаи (единственный маршрут, начинающийся с севера). Восходители по Марангу и Ронгаи обязаны спускаться по тому же Марангу, остальные 4 маршрута спускаются по специальному маршруту для спуска — Мвека. Марангу и Мачаме — маршруты, наиболее посещаемые и любимые туроператорами, так как оба имеют «пермит офисы» (для оформления разрешений на посещение национального парка) на своих воротах, а следовательно, менее сложную процедуру получения разрешения на восхождение (непосредственно за час-полтора перед стартом). Восходящим по другим маршрутам всё равно необходимо получить разрешение на воротах Марангу либо Мачаме. Среднее время прохождения маршрутов, включая подъём, восхождение и спуск, составляет:
- Марангу, Умбве — 5—6 дней
- Мачаме, Ронгаи — 6—7 дней
- Шира, Лемошо — 7—8 дней

Восхождение по маршруту Лемошо на протяжении 8 дней считается самым лёгким в плане акклиматизации и наиболее подходящим для новичков.
В 2015 году, 25 октября — россиянкой был установлен новый рекорд Гиннесса, Ангела Воробьёва в возрасте 86 лет успешно покорила самую высокую гору Африки, вулкан Килиманджаро и стала самым пожилым восходителем в истории.
13 августа 2014 года был поставлен новый рекорд скорости восхождения. 33-летний Карл Иглофф (Karl Egloff), швейцарско-эквадорский горный гид, промчался по самому крутому маршруту от ворот Умбве (1661 м) через Западный Пролом, пик Ухуру (5895 м) и вниз до ворот Мвека (1600 м) за 6 часов, 56 минут и 24 секунды. Маршрут Марангу считается большинством путеводителей самым лёгким маршрутом. Маршрут Умбве — самым тяжёлым. Хотя существует и диаметрально противоположное мнение. Тяжесть подъёма по любому из маршрутов можно существенно уменьшить, соответственно увеличив свои шансы достижения вершины, за счёт предварительной высотной акклиматизации. Для этого маститые зарубежные операторы, организующие туры более 20 лет, рекомендуют совершить восхождение или частичный подъём на соседний вулкан Меру (он же — пик Социалистов, высота 4562 м, около 40 км от Килиманджаро). Восхождение на его вершину занимает 3—4 дня. При соблюдении этого условия маршрут Умбве и, далее, траверсом через кратер, как показывает опыт их работы, становится самым предпочтительным. Его преимущества — отсутствие большого числа других восходителей, более короткое время переходов, что дает возможность делать эффективные акклиматизационные выходы и полноценно восстанавливаться, благодаря достаточному времени для отдыха и сна, особенно в день перед штурмом. Штурм вершины здесь начинается не в полночь, как на других маршрутах, а в 3—5 утра, перед рассветом — это уже значительно легче. Элементы легкого лазания на пути подъёма заставляют концентрироваться и отвлекают от неприятных симптомов горной болезни, развивающихся при монотонной ходьбе по «классической» тропе. Подъём в кратер производится через так называемый Западный Пролом (Western Breach). Перерыв в кратере дает возможность собраться с силами перед решающим рывком на вершину — пик Ухуру.

## Брич-Уолл
В 1978 году Роб Тейлор и Генри Барбер совершили попытку прохождения диретиссимы Брич-Уолл. Они прошли ледник Балетто и начали подъём к леднику Даймонд по ледовой перемычке, когда лёд треснул и Тейлор упал вниз, получив сложный перелом лодыжки, который положил конец его альпинистской карьере. Узнав об этом, маршрут решили повторить Райнхольд Месснер и Конрад Ренцлер, планировавшие обычный поход по туристической тропе. Они достигли вершины за 12 часов. По словам Месснера, он ни за что на свете не согласился бы повторить этот маршрут: «Просчитать риск было невозможно. Технические трудности подъёма по этому склону я мог оценить, но как учесть траектории обломков льда и камней, постоянно падавших сверху? Как понять, выдержит ли очередное ледовое образование, за которое я сейчас держусь, мой вес?». Второе (и единственное) прохождение диретиссимы сделали Скотт Фишер и Уэсли Краузе в 1983 году. Повторить маршрут невозможно, так как с тех пор 90-метровая «сосулька» сильно истончилась из-за глобального потепления.

## Лагеря

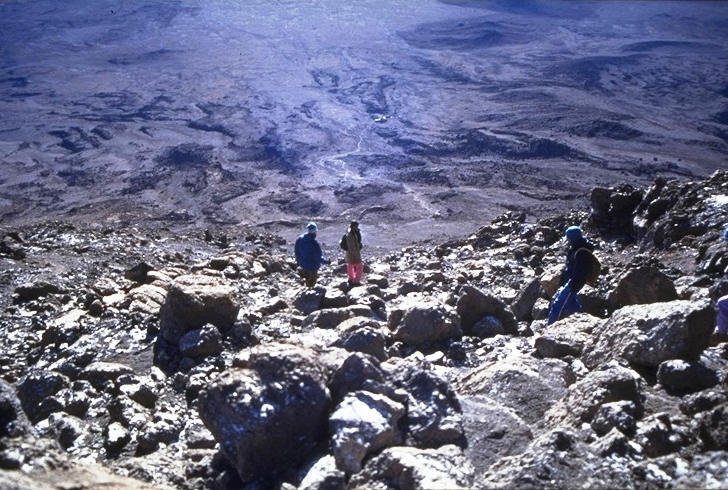
Спуск к хижине Кибо

На Килиманджаро на всех 6+1 маршрутах существует система официальных биваков.
Только три из них по маршруту Марангу оборудованы хижинами для туристов.
Это приюты Мандара (2743 м), Хоромбо (3720 м) и Кибо (4750 м). На остальных биваках имеются расчищенные площадки для палаток, оборудованные туалеты, постоянное жильё для рейнджеров, на некоторых оборудованы источники воды, у части вода находится неподалёку. Рейнджеры поддерживают на приютах сносный порядок и требуют того же от туристов.

## Высотная акклиматизация
7, 8 и 9-дневные маршруты рекомендуются для восхождения, так как на них легче адаптироваться к меньшему количеству кислорода в воздухе. Чем больше времени тратится на восхождение, тем проще проходит акклиматизация.

## Штурмовые лагеря

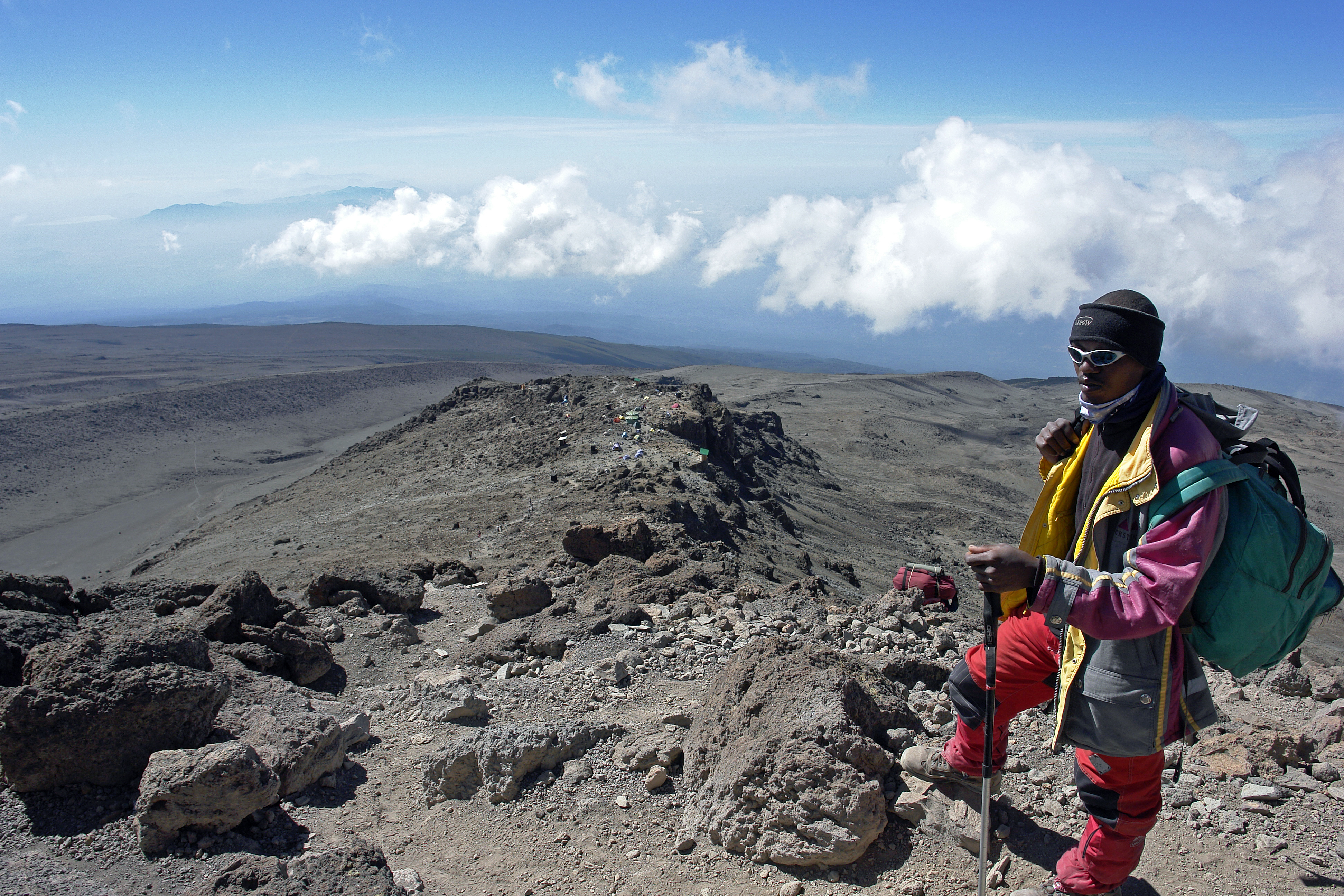
Альпинисты смотрят на лагерь Барафу с высоты около 5000 м

Существуют три основных штурмовых лагеря, с которых восходители выходят на штурм Ухуру Пик — вышеозначенный Кибо Хат (4750 м), с которого штурмуют пик Ухуру (5895 м) (высшую точку на кратере Килиманджаро) с маршрутов Марангу и Ронгаи. После 5,5 часов подъёма в среднем до точки Гилмана (5680 м) нужно пройти ещё чуть больше 1 часа по борту кратера до точки Стела (Stela Point, 5730 м) и далее ещё около 40 мин до вершины Ухуру.
Лагерь Лава Тауэр (4650 м) был предназначен для вариантов штурма поднимающихся по маршрутам Лемошо, Шира, Мачаме и Умбве (вариант, так как можно штурмовать как непосредственно с Лава Тауэр, так и с промежуточных лагерей в самом кратере Килиманджаро в Кили Кратер Кемп (5715 м) и или на Эрроу Гласир (Arrow Glacier, 4900 м). Оба промежуточных лагеря связаны с 4-й ночевкой на высоте 5000 м и выше и требуют большего времени для акклиматизации, чем основные штурмовые лагеря. В противном случае такая ночёвка может быть опасной для недостаточно акклиматизированных людей, в том числе и плохо экипированного африканского персонала.
В целом с Лава Тауэр в последнее время имеются определённые проблемы. В 2006 году вследствие таяния ледников Килиманджаро «ожила» крупнокаменистая осыпь выше лагеря и начала «обстреливать» его площадку.
В результате, после гибели троих задавленных обломком американских туристов, Лава Тауэр закрыли на два года. Последний год активность осыпи несколько уменьшилась и строгий запрет сменили на подписку, что подписавшиеся идут через Лава Тауэр на свой страх и риск. Это значит, что в случае неприятностей парковые рейнджеры не обязаны оказывать помощь и страховка также не будет выплачена, даже если несчастный случай или происшествие не связан с камнепадом.
Остается лагерь Барафу (4600 м; альтернативный вариант штурма для идущих с маршрутов Лемошо, Шира, Мачаме и Умбве).
Восхождение на Ухуру Пик с Барафу на сегодняшний день является самым простым, коротким и безопасным. После 5.5 ч подъёма от Барафу до точки Стела остается ещё около 40 мин до вершины. По сравнению с восхождением с кибо Хат оно короче (как и спуск, часто тяжелый для уставших восходителей) на лишних 2,5 км (участок между точками Стелла и Гилмана).
Кроме того, весь подъём с Кибо идет по очень крутой мелкой «сыпухе», которая осыпается под ногами. Тогда как при подъёме с Барафу есть длинный пологий участок до середины штурма, позволяющий перевести дух и собраться перед основным набором высоты, а последний перед вершиной участок от Стелла Пойнт до Ухуру (около 2 км) имеет очень небольшой уклон. Также помогают в штурме с Барафу частые переходы тропы на каменистые участки более комфортные для подъёма, чем мелкая осыпь.
Недавно на пару сотен метров выше Барафу открыли площадку для промежуточного лагеря под названием «Косово» (4800 м; требует дополнительной оплаты к пермиту и наличия в караване биотуалета). Стоянка малокомфортная, но при хорошей акклиматизации группы позволяет сократить штурм примерно на час, а если возникают проблемы со здоровьем, легко спуститься в Барафу.